# 29e législature de la Chambre des représentants de Belgique
La 29e législature de la Chambre des représentants de Belgique a commencé le 12 novembre 1929, et s'est achevée  le 7 septembre 1932. Elle fait suite aux élections législatives du 26 mai 1929.
La Chambre compte 181 membres élu.

## Bureau
- Émile Tibbaut[1], président
- Vice-présidents
  - Maurice Lemonnier (+ 11.09.1930, remplacé le 11.11.1930 par Raymond Foucart)
  - Max Hallet
  - Léon Meysmans
  - Jules Poncelet[1]
- Secrétaires
  - Robert de Kerchove d'Exaerde
  - Désiré Bouchery
  - Jean Ramaekers[2] (+ 28.8.1930, remplacé le 11.11.1930 par Paul Clerckx)
  - Alfred Amelot
  - François Van Belle
- Questeurs
  - Léon Troclet
  - Frans Fischer
  - Philip Van Isacker
  - Joseph Pierco
  - Sébastien Winandy

## Membres
- Emile Allewaert
- Édouard Anseele
- Paul Baelde
- Henri Baels
- August Balthazar
- Florent Beeckx
- Eugène Berloz
- Émile Blavier
- Jean Bodart
- Louis Boeckx
- Joseph Bologne
- François Bovesse
- René Branquart
- Alphonse Briart
- Émile Brunet
- Fernand Brunfaut
- Frans Brusselmans
- Henri Brutsaert
- Emile Butaye
- Jules Carlier
- Victor Carpentier
- Henri Carton de Tournai
- Henry Carton de Wiart
- Arthur Catteeuw
- Joseph Chalmet
- Raoul Claes
- Jozef Clynmans
- Désiré Cnudde
- Fernand Cocq
- Jules Coelst
- Léon Colleaux
- Pierre David
- Thomas Debacker
- Gustave Debersé
- Louis de Béthune
- Adiel Debeuckelaere (nl)
- Jules de Brouwer
- Charles De Bruycker
- Auguste De Bruyne
- René Debruyne
- Auguste Debunne
- Pierre de Burlet
- Staf Declercq
- Jules Deconinck
- Joseph Defaux
- Jules de Géradon
- Adolf De Jaegere
- Joseph Dejardin
- Lucie Dejardin
- Jules De Keersmaecker
- Julien Delacollette
- Pierre Delannoy
- Pierre de Liedekerke de Pailhe
- Victor De Lille (nl)
- Henri Delor
- Isi Delvigne
- baron Adrien de Montpellier de Vedrin
- Edouard de Pierpont
- Henri De Rasquinet
- August De Schryver
- Frans De Schutter
- Jules Destrée
- Albert Devèze
- Emmanuel De Winde
- baron Fernand de Wouters d'Oplinter
- Adolf Dhavé
- Adiel Dierkens
- Edmond Doms
- Ernest Drion du Chapois
- Mathieu Duchesne
- Willem Eekelers
- Victor Ernest
- Eugène Everarts de Velp
- Édouard Falony
- Robert Fesler (+ 15.12.1931, remplacé par Nicolas Souplit)
- Corneille Fieullien[2]
- Pierre Forthomme
- Alexandre Galopin
- Frans Gelders
- Léon Gendebien
- Denis Henon
- Edward Hermans (Frontiste)
- Victor Hessens
- Henri Heyman
- Jules Hoen
- Hyacinthe Housiaux
- Georges Hubin
- Camille Huysmans
- Paul Hymans
- Joseph Jacquemotte
- Edmond Jacques
- Gaspard Jamar
- Paul-Émile Janson
- Henri Jaspar
- Émile Jennissen
- Louis Joris
- Paul Jouret
- Werner Koelman
- Joannes Laenen
- Jeroom Leuridan (nl)
- Alfred Lombard
- Jules Maenhaut
- Emile Maillen
- Hubert Mampaey
- Jules Mansart
- Hendrik Marck (nl)
- Georges Marquet
- Fulgence Masson
- Fernand Mathieu
- Jules Mathieu
- Adolphe Max
- Guillaume Melckmans
- Jean Merget
- Jules Merlot
- Léon Mundeleer
- Xavier Neujean (fils)
- Paul Neven
- Alfred Nichels
- Camille Ozeray
- Arthur Pater
- Louis Pépin
- Jean-Baptiste Périquet
- Ernest Petit
- Robert Petitjean
- Louis Piérard
- Prosper Poullet
- Lionel Pussemier
- Auguste Raemdonck van Megrode
- Henri Renier
- Jules Renkin
- Ernest Reynaert
- Jan-Baptist Rombauts
- Gérard Romsée
- Edmond Rubbens
- Jean Rutten
- Jean-Baptiste Samyn
- Constant Sandront
- Gustave Sap
- Emile Schevenels
- Alfons Siffer
- Ignace Sinzot
- Eugène Soudan
- Frans Theelen
- Louis Uytroever
- Achille Van Acker
- Fernand Van Ackere
- Jules Van Caenegem
- Frans Van Cauwelaert
- Hippolytus Vandemeulebroucke
- Marcel Vandenbulcke
- Fernand Van den Corput
- Jan Van den Eynde
- Oscar Vanden Eynde
- Armand van der Gracht de Rommerswael
- Émile Vandervelde
- Joseph Vandevelde
- Aloys Van de Vyvere
- Émile van Dievoet
- Norbert Van Doorne
- Alphonse Van Hoeck
- Charles Van Hoeylandt
  - Charles Van Opdenbosch (nl)
- André van Outryve d'Ydewalle
- Petrus Van Schuylenbergh
- Eugène Van Walleghem
- Philibert Verdure
- Herman Vergels
- Leo Vindevogel
- Herman Vos
- Emile Vroome
- Paul Wauwermans